# Cerisé
Cerisé ist eine französische Gemeinde mit 853 Einwohnern (Stand: 1. Januar 2022) im Département Orne in der Region Normandie. Cerisé gehört zum Arrondissement Alençon und zum Kanton Alençon-1. Die Gemeinde ist Teil des Gemeindeverbandes Communauté urbaine d’Alençon. Die Einwohner werden Ceriséens genannt.

## Geographie
Cerisé liegt etwa drei Kilometer ostnordöstlich von Alençon an der Sarthe, die die Gemeinde im Süden begrenzt. Umgeben wird Cerisé von den Nachbargemeinden Valframbert im Norden, Chenay im Osten, Saint-Paterne - Le Chevain im Süden sowie Alençon im Westen.
Der Großteil des Flugplatzes Alençon-Valframbert liegt im Gemeindegebiet.
Durch die Gemeinde führt die Autoroute A12.

## Bevölkerungsentwicklung
| Jahr                       | 1962 | 1968 | 1975 | 1982 | 1990 | 1999 | 2006 | 2018 | 2021 |
| -------------------------- | ---- | ---- | ---- | ---- | ---- | ---- | ---- | ---- | ---- |
| Einwohnerzahl              | 180  | 263  | 454  | 588  | 572  | 776  | 747  | 857  | 862  |
| Quellen: Cassini und INSEE |      |      |      |      |      |      |      |      |      |

## Sehenswürdigkeiten
- Kirche Saint-Germain, Monument historique
- Herrenhaus von Bonnefoy
- Herrenhaus von La Cour

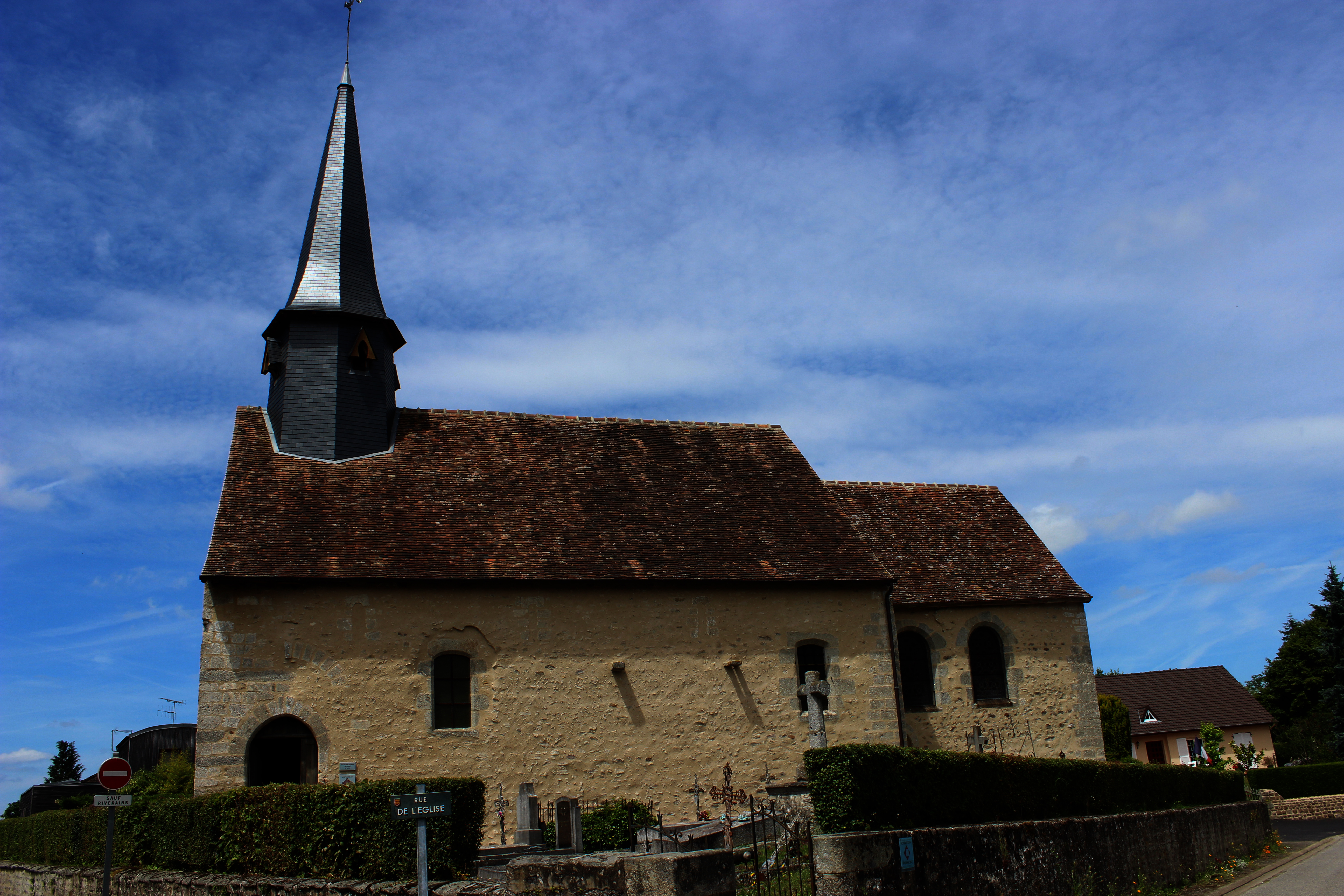
Kirche Saint-Germain
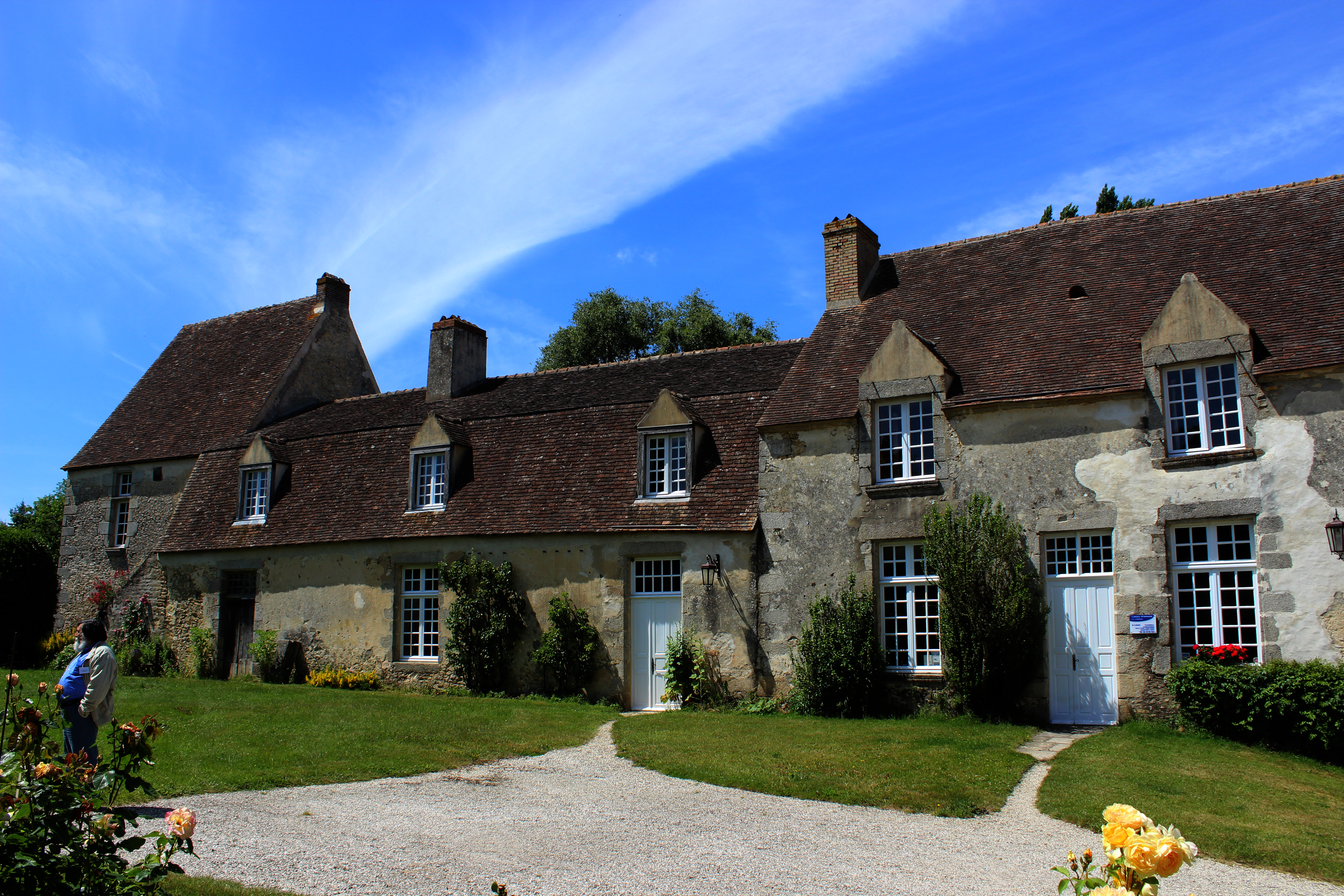
Herrenhaus von Bonnefoy